# 劉大中 (宋朝)
劉大中（？—？），宋朝政治人物。

## 生平
歷官监察御史，江南东、西两路宣谕史。绍兴五年（1135年）夏历四月，巡视宁国县。官至参知政事。有金人遣使讲和，刘大中與赵鼎皆以为不可，秦桧大怒，令萧振以不孝之名言其罪，十月丁巳，罢参知政事。刘大中被贬处州（今浙江麗水縣），赵鼎亦罢相。